# Curtiss XP-71
Curtiss XP-71 – projekt ciężkiego myśliwca eskortowego, który powstał w zakładach Curtiss-Wright Corporation w 1941 roku. Projekt zainteresował dowództwo USAAF na tyle, że zamówiono dwa prototypy, jednak 26 lipca 1943 roku z powodu wątpliwości co do możliwości budowy czy praktycznego użycia tak dużej maszyny projekt skasowano jeszcze przed rozpoczęciem budowy prototypów.
XP-71 był dwusilnikowym, dwumiejscowych górnopłatem. Umieszczone pod skrzydłami silniki gwiazdowe Pratt & Whitney R-4360 o mocy 2,574 kW napędzały dwa współosiowe śmigła przeciwbieżne pchające samolot.